# Parafia św. Apostołów Piotra i Pawła w Jastrzębiu-Zdroju
Parafia pw. św. Apostołów Piotra i Pawła w Jastrzębiu-Zdroju – rzymskokatolicka parafia w dekanacie Jastrzębie Górne w sołectwie Jastrzębia-Zdrój – Bzie Zameckie. 

## Historia
W sprawozdaniu z poboru papieskiej sześcioletniej dziesięciny w latach 1335–1342, w diecezji wrocławskiej na rzecz obrony Ziemi Świętej sporządzonego przez nuncjusza papieskiego Galharda z Cahors wśród 7 parafii archiprezbiteratu w Żorach wymieniono kościół: Ecclesia de Goltmansdorff, czyli parafia i kościół w Bziu. Zaległość parafii w Bziu wynosiła 13 skojców. Została również wymieniona w spisie świętopietrza sporządzonym przez archidiakona opolskiego Mikołaja Wolffa w 1447 pośród innych parafii archiprezbiteratu (dekanatu) w Żorach pod nazwą Goltmansdorff.

## Proboszczowie
- ks. Jan Niedziela (1922–1932)
- ks. Jan Fuchs (1932–1950)
- ks. Józef Maśka administrator (1950–1956), proboszcz (1956–1961)
- ks. Bernard Drabik administrator (1961–1981)
- ks. Jerzy Kubicki (1981–2013)
- ks. Janusz Rudzki (2013–2023)[5]
- ks. Antoni Owczarek administrator (2022–2024)
- ks. Piotr Gojny administrator (od 2024)[6]